# Petre Chirculescu
Petre Chirculescu (ur. 1 października 1898 w Lugoju, zm. w 1975) – rumuński jeździec. Uczestnik Igrzysk Olimpijskich w 1936 w Berlinie. Na igrzyskach olimpijskich nie ukończył konkursu WKKW.